# Шевченки (Зеньковский район)
Шевченки (укр. Шевченки) — село,
Кирилло-Анновский сельский совет,
Зеньковский район,
Полтавская область,
Украина.
Код КОАТУУ — 5321382709. Население по переписи 2001 года составляло 117 человек.

## Географическое положение
Село Шевченки находится на одном из истоков реки Мужева-Долина,
ниже по течению примыкает село Кирилло-Анновка.
Рядом проходит автомобильная дорога Т-1710 (Р-42).

## История
Образованы после 1945 года из Поповщина (Поповнин) и Клименки